# Hypercompe dubiosa
Hypercompe dubiosa är en fjärilsart som beskrevs av Charles Oberthür 1881. Hypercompe dubiosa ingår i släktet Hypercompe och familjen björnspinnare. Inga underarter finns listade i Catalogue of Life.